# Martí Casas Lozano
Martí Casas Lozano (Mataró, 18 d'agost 1995) és un jugador d'hoquei patins català que juga com a atacant al Reus Deportiu i també en les seleccions catalana i espanyola.

## Trajectòria esportiva
Inicia a jugar a hoquei sobre patins al club de la seva ciutat, el CH Mataró, als tres anys. La temporada 2013/2014 el conjunt mataroní aconsegueix l'ascens a l'OK Lliga. La temporada 2014/2015 el club mataroní no va salvar la categoria i el CP Vic el fitxa per seguir jugant a la màxima categoria de l'hoquei estatal.
Després de dos anys a Vic i un breu pas d'una temporada al CE Noia, la temporada 2018/19 marxa a Itàlia, on disputa amb el HC Forte dei Marmi tres temporades i mitja. El primer any a l'equip italià aconsegueix guanyar l'Scudetto i, l'any següent, la Supercopa d'Itàlia, títol que tornaria a guanyar a la seva darrera temporada, on durant el mercat d'hivern de la temporada 2021/22 fitxa pel CP Calafell.
Retornat a Catalunya a mitja temporada, amb el CP Calafell guanya la segona competició europea d'hoquei patins, la Copa de la WSE, primer títol europeu de la història del CP Calafell. La següent temporada, Casas esdevé el màxim golejador de la OK Lliga.
La temporada 2023/24 fitxa pel Reus Deportiu, aconseguint guanyar de forma destacada la Copa del Rei del 2025, on anota 9 gols en els tres partits (5 d'ells a la final).
A nivell internacional, va disputar el campionat Goldencat amb la Selecció catalana el 2022 i amb la selecció espanyola ha guanyat el Mundial d'hoquei patins del 2024 i el Campionat d'Europa del 2023.

## Palmarès

### Clubs
- 1 Copa de la WSE: 2022
- 1 Lliga Italiana: 2018/19
- 1 Copa espanyola: 2025
- 2 Supercopa d'Itàlia: 2019 i 2021

### Seleccions
- 1 Mundial: 2024
- 1 Europeu: 2023